# Nina Öhman
Nina Beeken Öhman Linde, född den 20 november 1944 i Stockholm, är en svensk museiitendent.
Nina Öhman är dotter till tandläkaren Erik Öhman och Il Beeken. Hon tog en filosofie kandidatexamen vid Stockholms universitet 1968 och var intendent på Moderna Museet i Stockholm från 1974. Hon efterträdde Ulf Linde som intendent på Thielska galleriet 1997 och hade denna post till 2011.
Hon var gift med Ulf Linde.